# Малий Перевіз
Ма́лий Переві́з —  село в Україні, у Шишацькій селищній громаді Миргородського району Полтавської області. Населення становить 93 осіб. До 2020 орган місцевого самоврядування — Покровська сільська рада.

## Географія
Село Малий Перевіз знаходиться на лівому березі річки Псел, у місці впадання в неї річки Стеха, нижче за течією примикає село Покровське. Річка в цьому місці звивиста, утворює лимани, стариці та заболочені озера.

## Історія
12 червня 2020 року, відповідно до розпорядження Кабінету Міністрів України № 721-р «Про визначення адміністративних центрів та затвердження територій територіальних громад Полтавської області», село увійшло до складу Шишацької селищної громади.
19 липня 2020 року, в результаті адміністративно - територіальної реформи та ліквідації Шишацького району, село увійшло до складу новоутвореного Миргородського району Полтавської області.

## Пам'ятки
Неподалік від села розташований ландшафтний заказник Короленкова Дача.